# SBX

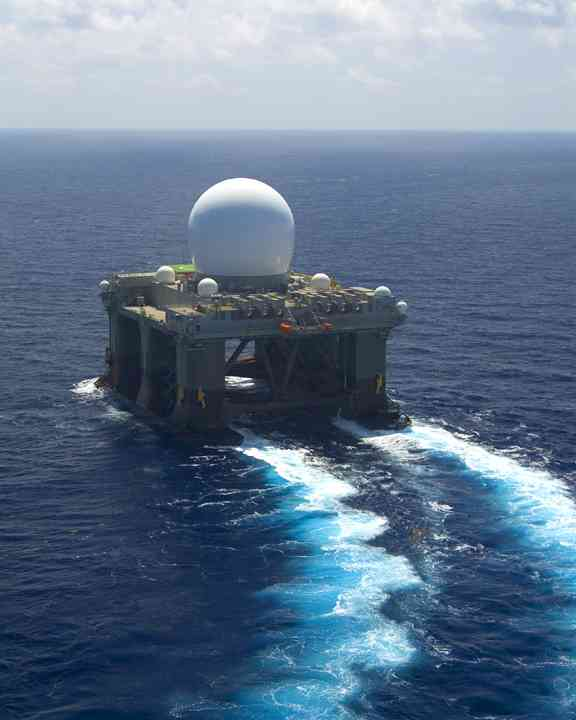
The Sea-Based X-Band Radar в русі у відкритому морі

SBX (англ. Sea-Based X-band radar «радар X-діапазону морського базування») — буксирувана надводна радіолокаційна установка, призначена для розміщення у відкритому океані. Розроблена та використовується в рамках програми ПРО, входить до складу системи GMD. На 2014 рік існує в єдиному екземплярі (SBX-1, реєстраційний номер ММО 8765412), який дислокується в Тихому океані. Номінально SBX-1 приписана до порту Адак на Алясці, але на сьогоднішній день вона жодного разу не з'являлася в цьому порту.
SBX-1 створена на базі напівзанурювальної нафтової платформи CS-50, побудованої вірогідним противником за $45 млн у 2000—2002 роках на Виборзькому суднобудівному заводі для норвезької нафтової компанії «Moss Maritime» (нині частина офшорної компанії Saipem).

## Задіяні структури

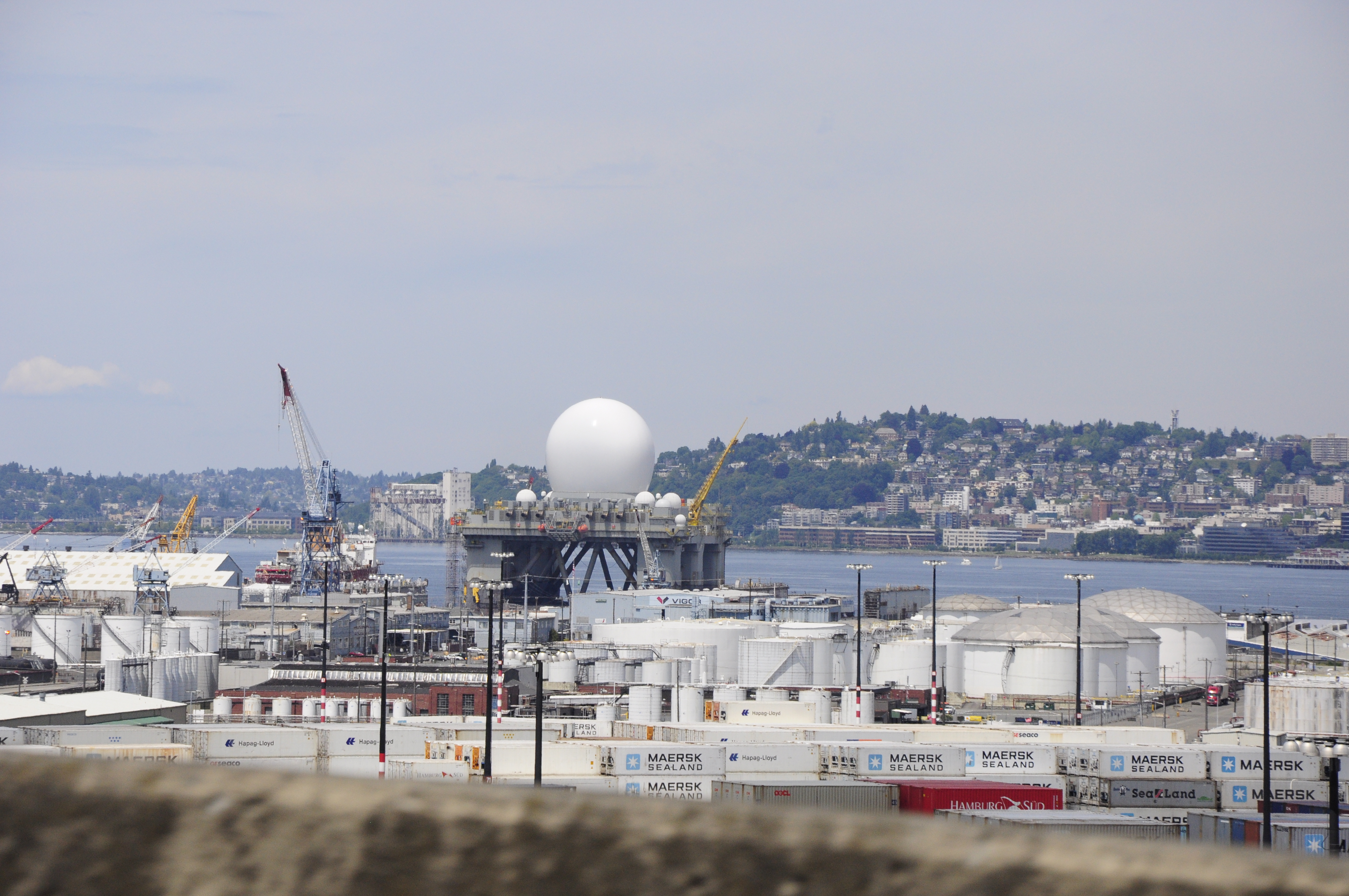
Монтажні та пусконалагоджувальні роботи на верфі Boeing Marine Systems у порту Сіетла перед відправкою РЛС на бойове чергування

У створенні РЛС і супутніх засобів у 2000—2005 рр. брала участь група компаній у США і за кордоном : Boeing Integrated Defense Systems, Ель-Сегундо, Каліфорнія (генпідряд); McDonnell Douglas Astronautics Co., Сент-Луїс, Міссурі (системна інтеграція); Moss Maritime, Мосс, Естфолл (розробка платформи); Виборзький суднобудівний завод, Виборг, Ленобласть (виготовлення платформи); General Dynamics Corp., VertexRSI, Inc., Кілгор, Техас (модифікація платформи під вимоги замовника); Raytheon Intelligence & Information Systems, Гарленд, Техас (радар); Raytheon Missile Systems, Тусон, Аризона (сполучені засоби перехоплення); Keppel AmFELS, Keppel Offshore & Marine Group, Браунсвілл, Техас (портові роботи); Kiewit Offshore Services, Ltd., Корпус-Крісті і Інглсайд, Техас (кінцеве складання).

## Тактико-технічні характеристики
- Довжина: 116 м.
- Висота: 85 м від кіля до вершини купола радара.
- Осадка: близько 10 м у похідному положенні, 30 м у розгорнутому.
- Стійкість: вертикальне відхилення не більше 10° (повністю пасивна стабілізація).
- Вартість: $ 900 млн (з них приблизно $ 750 млн — встановлене обладнання).
- Команда: 75-85 осіб, в основному цивільних фахівців.
- Дальність виявлення цілі (з ЕПР = 1 м²): до 4 900 км.
- Водотоннажність: 50 000 тонн.

## Призначення
РЛС морського базування призначена для застосування як станції виявлення цілей у поєднанні з розташованою на авіабазі Біль у Каліфорнії наземною станцією системи раннього попередження PAVE PAWS, з передачею цілевказівки бойовим засобам системи протиракетної оборони THAAD і протиракетами заатмосферного перехоплення EKV. Усі перераховані радіолокаційні засоби і протиракети, що сполучаються з SBX, виготовляє компанія «Raytheon».

## Технічний опис

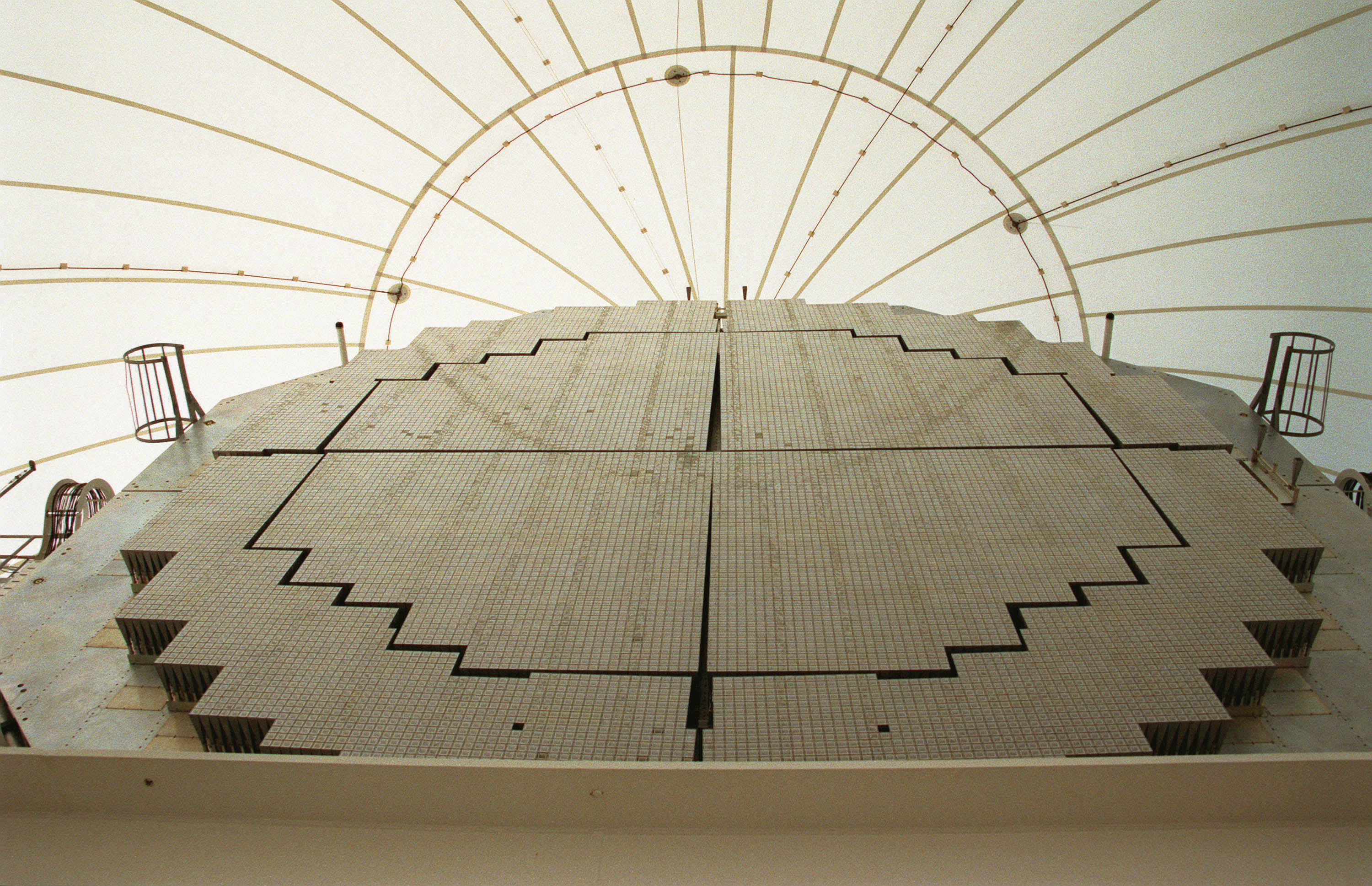
Вигляд на АФАР головної РЛС із середини купола при денному освітленні

Основна функція SBX — виявлення запуску МБР і високоточне визначення траєкторії їх боєголовок. РЛС може бути оперативно передислокована в точку, де потрібне посилення протиракетної оборони. Це є перевагою системи перед стаціонарними радарами, радіус дії яких обмежений кривизною земної поверхні.
Платформа SBX оснащена декількома малими антенами зв'язку і основною РЛС вагою 1820 тонн з АФАР, що працює в X-діапазоні (8-12 ГГц) і захищеною куполом діаметром 31 м. Стінки купола основного радара виготовлені з гнучкого матеріалу, його форма підтримується за рахунок підвищеного тиску всередині.
АФАР системи SBX має площу 384 м² і складається з 22 000 твердотільних трансиверів (максимум — 69 000, додаткові модулі можуть встановити за потреби), кожен з яких має дві рупорні антени — основну, прийомопередавальну, і допоміжну, приймальну, для роботи в іншій площині поляризації. Зараз модулі встановлені із зсувом до центру антени, що дозволяє зменшити бічні пелюстки діаграми спрямованості і забезпечити високу дальність захоплення і відстеження боєголовок. Приймачі змонтовані на пласкій восьмикутній пластині, здатній обертатися на 270 градусів в обидві сторони, а також змінювати кут нахилу в діапазоні від 0 до 85 градусів. Максимальна швидкість обертання АФАР в горизонтальній і вертикальній площинах становить приблизно 5—8 °/с. Напрямок променя SBX може коригуватися і електронними засобами без повороту антенного масиву. Середня випромінювана потужність — 133 кВт. Споживану АФАР потужність оцінюють в 1 МВт.
Енергетична установка SBX складається з шести 12-циліндрових дизельних генераторів «Caterpillar», кожен потужністю 3,6 МВт, тобто разом 21,6 МВт. Генератори розміщені у двох роздільних відсіках по лівому і правому борту. Розглядається можливість збільшення загального числа генераторів до восьми, щоби кожен із двох силових відсіків міг забезпечити пікову потужність близько 12 МВт.